# Celina Lemmen
Celina Johanna Maria Lemmen (ur. 3 lutego 1985 w Amsterdamie) – holenderska pływaczka, specjalizująca się w stylu dowolnym.
Wystartowała na igrzyskach olimpijskich w Atenach (2004) w sztafecie 4 × 200 metrów stylem dowolnym, gdzie wspólnie z koleżankami z reprezentacji zajęła 9. miejsce.